# 巴町 (静岡市清水区)
巴町（ともえちょう）は、静岡市清水区の地名。丁番を持たない単独町名である。住居表示は実施済み。

## 地理
北で銀座、東で相生町、南で万世町、西で千歳町に隣接する。
町の東で巴川に面する。町内は飲食店、衣料品店、寝具店、化粧品店など小さな商業施設が密集する。

## 歴史

### 沿革
- 1893年（明治26年）4月9日 - 江尻町の一部（大字辻）が分立して辻村が発足。
- 1918年（大正7年）8月1日 - 辻村が町制施行して辻町となる。
- 1924年（大正13年）
  - 1月31日 - 江尻町、辻町が安倍郡入江町に編入し、同日に廃止される。
  - 2月11日 - 入江町が清水町、不二見村、三保村と合併して清水市が発足。
- 1939年（昭和14年）7月1日 - 江尻・辻の一部より巴町が分離し新設。
- 1976年（昭和51年）7月1日 - 相生町の一部を編入し、住居表示化。
- 2003年（平成15年）4月1日 - 清水市が静岡市と合併し、改めて静岡市が発足。巴町は「清水巴町」に改称。
- 2005年（平成17年）4月1日 - 静岡市が政令指定都市に移行し、旧町域は清水区となる。清水巴町は「巴町」に改称。

## 世帯数と人口
2021年（令和3年）9月30日現在の世帯数と人口は以下の通りである。
| 大字 | 世帯数  | 人口  |
| ---- | ------- | ----- |
| 巴町 | 181世帯 | 307人 |

## 小・中学校の学区
市立小・中学校に通う場合、学区は以下の通りとなる。
| 番・番地等 | 小学校                 | 中学校                 |
| ---------- | ---------------------- | ---------------------- |
| 全域       | 静岡市立清水浜田小学校 | 静岡市立清水第二中学校 |

## 交通

### 鉄道
- 東海道本線 - 駅はないが、町内の北部を通過する。波止場踏切が、銀座と相生町の境界となっている。
- 静岡鉄道新清水駅（構内の一部が町域に含まれる）

### バス
- しずてつジャストライン - 「巴町千歳橋」停留所

### 道路
- 静岡県道407号静岡草薙清水線

## 施設
- 清水年金事務所
- 巴町公園